# Мамбеев, Сабур Абдурасулович
Сабур Абдурасулович Мамбеев (каз. Сабыр Әбдірәсілұлы Мәмбеев; 1 мая 1928, село Абай, Сарыагашский район, Южно-Казахстанская область, Казахская ССР, СССР — 1 августа 2017, Алматинская область) — советский и казахский художник, живописец. Народный художник Казахской ССР (1980). Заслуженный деятель искусств Казахской ССР (1963).

## Биография
Родился 1 мая 1928 года в селе Абай-базар Келесского района Южно-Казахстанской области.
В 1946 году окончил Алматинское художественное училище им. Н.В. Гоголя.
В 1953 году окончил Ленинградский институт живописи, скульптуры и архитектуры им И.Е. Репина при Академии Художеств СССР, учился у В.Анисовича, Б. Фокина, М. Авилова.
С 1956 года Член Союз художников Казахстана и Союз художников СССР.
С 1953 по 1956 годы — преподавал в Алматинском художественном училище им. Н.В. Гоголя.
Скончался 1 августа 2017 года в Алматинской области.

## Творчество
Мамбеев в своих произведениях символизирует жизнь села, её красоту.
Образные картины:
1. «Интервью» (1954)
2. «Черное кимоно» (1956)
3. «Автопортрет Мухтара Ауэзова» (1957)
4. «В горах» (1957)
5. «У юрты» (1958)
6. «Переселение» (1959)
7. «В моем городе» (1960)
8. «Девушка перед окном» (1961)
9. «Весна в Тургени» (1965)
10. «Осень в горах» (1988)
11. «Портрет Нади» (1988)
12. «Натюрморт» (1987) и.др были написаны фотографии, пейзажи и портреты.

Произведения Мамбеева, в основном, хранятся в Государственном музее им. Кастеева.
Картины «В горах» (1957г.), «У юрты» (1958г.) составляют яркую страницу его творчества. Участник выставок с 1950 года.
На творческий рост Мамбеева благотворное влияние оказало богатое творческое наследие казахского народа: яркие красочные орнаменты войлочных кошм, резьба по камню, дереву, кости, чеканка по металлу, тиснение узоров по коже. Работы представлены в Третьяковской галерее, в Государственном музее искусств Казахстана им. А. Кастеева, в Музее Современного искусства, г.Астана.

## Награды и звания
- 1959 — Орден «Знак Почёта» — за выдающиеся заслуги в развитии казахского искусства и литературы и в связи с декадой казахского искусства и литературы в гор. Москве
- 1963 — Заслуженный деятель искусств Казахской ССР
- 1978 — Орден Дружбы народов[6]
- 1980 — Народный художник Казахской ССР
- 1985 — Медаль «Ветеран труда»
- 1985 — Орден Трудового Красного Знамени
- 1988 — Орден Трудового Красного Знамени[7]
- 1996 — Орден «Парасат» — за особые заслуги в развитии казахской живописи и за заслуги в искусстве[8].